# Randy Newman/Live
Randy Newman/Live è il primo album dal vivo della discografia del cantautore e compositore statunitense Randy Newman, pubblicato dalla Reprise Records nel giugno del 1971.

## Tracce
Brani composti da Randy Newman.
Lato A
1. Mama Told Me Not to Come – 1:46
2. Tickle Me – 1:53
3. I'll Be Home – 2:40
4. So Long Dad – 1:41
5. Living Without You – 2:16
6. Last Night I Had a Dream – 1:43
7. I Think It's Going to Rain Today – 2:32

Durata totale: 14:31
Lato B
1. Lover's Prayer – 1:52
2. Maybe I'm Doing It Wrong – 1:16
3. Yellow Man – 2:05
4. Old Kentucky Home – 1:33
5. Cowboy – 2:13
6. Davy the Fat Boy – 2:48
7. Lonely at the Top – 2:16

Durata totale: 14:03

## Musicisti
- Randy Newman - voce, pianoforte